# Del
No cálculo vectorial, o del é um operador diferencial representado pelo símbolo nabla {\displaystyle \left(\nabla \right).}

## Derivada em função do espaço
Seja um campo escalar diferenciável {\displaystyle f} em função do vector espaço {\displaystyle {\vec {x}}.} Então:
{\displaystyle \forall n\in \mathbb {N_{*}} \quad D_{n}f={\frac {\partial f}{\partial {\vec {x}}_{n}}}}

### Em altas ordens
A derivada em função do espaço em alta ordem é representada por uma multiplicação simbólica como no exemplo abaixo (de 2ª ordem):
{\displaystyle \forall n,m\in \mathbb {N_{*}} \!^{2}\quad D_{n}D_{m}f=D_{n}\left(D_{m}\,f\right)={\frac {\partial \left({\frac {\partial f}{\partial {\vec {x}}_{m}}}\right)}{\partial {\vec {x}}_{n}}}={\frac {\partial ^{2}f}{\partial {\vec {x}}_{n}\partial {\vec {x}}_{m}}}}
Essa operação é comutativa de acordo com o teorema de Clairaut-Schwarz, então, do exemplo acima pode-se afirmar que:
{\displaystyle D_{n}D_{m}f=D_{m}D_{n}f}
Quando os índices são iguais podemos fazer uma exponenciação simbólica.
{\displaystyle \forall k,n\in \mathbb {N_{*}} \!^{2}\quad D_{n}^{k}f=\underbrace {D_{n}D_{n}\left(\ldots \right)D_{n}} _{k}f={\frac {\partial ^{k}f}{\partial {\vec {x}}\,_{n}^{k}}}}

### Em outras coordenadas ortogonais
Para todo sistema de coordenadas ortogonal {\displaystyle {\vec {q}}} temos que:
{\displaystyle D_{n}f={\frac {\partial f}{{\vec {q}}_{n}\partial {\vec {q}}_{n}}}}

## Operações
Seja um campo escalar {\displaystyle f} e um campo vectorial {\displaystyle {\vec {F}}} ambos diferenciáveis em função do vector espaço {\displaystyle {\vec {x}}.}

### Gradiente

Visualização da interpretação de gradiente - o campo escalar domínio está em preto e a imagem, vectorial, em azul.

Em cada ponto, o gradiente aponta para o vizinho que representar o maior incremento infinitesimal. O gradiente é um campo vectorial e seu domínio é um campo escalar.
{\displaystyle \nabla f=\sum ^{i}D_{i}f\cdot {\hat {e}}_{i}}
Portanto o gradiente de {\displaystyle f} para três dimensões no espaço carteseano {\displaystyle {\vec {x}}=\left\langle x,y,z\right\rangle } é dado por:
{\displaystyle \nabla f=\left\langle {\frac {\partial f}{\partial x}},{\frac {\partial f}{\partial y}},{\frac {\partial f}{\partial z}}\right\rangle }
O processo de computação do gradiente é revertido pelo integral de linha de acordo com o teorema do gradiente.
{\displaystyle \Delta f=f_{Q}-f_{P}=\int _{\gamma _{P}}^{\gamma _{Q}}\nabla f\cdot {\vec {d\gamma }}}

#### Identidades do gradiente
1. {\displaystyle \nabla (f+g)=\nabla f+\nabla g}
2. {\displaystyle \nabla (fg)=f\nabla g+g\nabla f}

### Derivada direcional
A derivada direcional é um escalar que representa a derivada dum campo escalar (no caso, f) ao longo de um vector (no caso abaixo, {\displaystyle {\vec {u}}}).
{\displaystyle \forall {\vec {u}}\quad \nabla \!_{\vec {u}}\,f={\vec {u}}\cdot \nabla f}
Em coordenadas cartesianas,
{\displaystyle {\vec {u}}\cdot \nabla f=u_{x}\;{\frac {\partial f}{\partial x}}+u_{y}\;{\frac {\partial f}{\partial y}}+u_{z}\;{\frac {\partial f}{\partial z}}}
Em coordenadas cilíndricas,
{\displaystyle {\vec {u}}\cdot \nabla f=u_{r}\;{\frac {\partial f}{\partial r}}+{\frac {u_{\theta }}{r}}\;{\frac {\partial f}{\partial \theta }}-{\frac {u_{\theta }^{2}}{r}}+u_{z}\;{\frac {\partial f}{\partial z}}}

### Divergência
A divergência (ou divergente) é um campo escalar igual ao traço (álgebra linear) da matriz jacobiana dum campo vectorial.
{\displaystyle \nabla \bullet {\vec {F}}=\sum ^{i}D_{i}{\vec {F}}_{i}={\mbox{Sp}}\mathbf {J} _{\vec {x}}^{\vec {F}}}
Portanto a divergência de {\displaystyle {\vec {F}}} para três dimensões no espaço carteseano {\displaystyle {\vec {x}}=\left\langle x,y,z\right\rangle } é dada pela seguinte soma:
{\displaystyle \nabla \bullet {\vec {F}}={\frac {\partial {\vec {F}}_{x}}{\partial x}}+{\frac {\partial {\vec {F}}_{y}}{\partial y}}+{\frac {\partial {\vec {F}}_{z}}{\partial z}}}
Denomina-se convergência o inverso aditivo da divergência.

#### Identidades da divergência
1. {\displaystyle \nabla \cdot ({\overrightarrow {F}}+{\overrightarrow {G}})=\nabla \cdot {\overrightarrow {F}}+\nabla \cdot {\overrightarrow {G}}}

### Rotacional
A rotacional (ou rotor) é o determinante entre três bases padrões, três componentes do vector del e três componentes dum campo vectorial.
{\displaystyle \nabla \times {\vec {F}}=\sum _{i}D_{i}{\vec {F}}\times {\hat {e}}_{i}=\sum _{ijk}\varepsilon _{ijk}\cdot {\hat {e}}_{i}\cdot D_{j}{\vec {F}}_{k}}
Pelo teorema de Laplace o rotor de {\displaystyle {\vec {F}}} no espaço carteseano {\displaystyle {\vec {x}}=\left\langle x,y,z\right\rangle } é:
{\displaystyle {\begin{aligned}\nabla \times {\vec {F}}={\bigg \langle }&D_{y}{\vec {F}}_{z}-D_{z}{\vec {F}}_{y},\\&D_{z}{\vec {F}}_{x}-D_{x}{\vec {F}}_{z},\\&D_{x}{\vec {F}}_{y}-D_{y}{\vec {F}}_{x}{\bigg \rangle }\\\end{aligned}}}

#### Identidades do rotacional
1. {\displaystyle \nabla \times ({\overrightarrow {F}}+{\overrightarrow {G}})=\nabla \times {\overrightarrow {F}}+\nabla \times {\overrightarrow {G}}}

### Operações combinadas
Das nove possíveis simples combinações entre os operadores gradiente, divergente e rotor duas a duas, quatro são impossíveis, duas são triviais nulas (sempre resultam em zero) – restam três operadores dos quais um recebe um nome especial, que é o divergente do gradiente denominado laplaciano.
|                | …gradiente de {\displaystyle f} | …divergente de {\displaystyle {\vec {F}}} | …rotor de {\displaystyle {\vec {F}}} |
| -------------- | ------------------------------- | ----------------------------------------- | ------------------------------------ |
| Gradiente do…  | (indefinido)                    | Gradiente do divergente                   | (indefinido)                         |
| Divergente do… | Laplaciano escalar              | (indefinido)                              | (trivial nulo)                       |
| Rotor do…      | (trivial nulo)                  | (indefinido)                              | Rotor do rotor                       |

Todas essas três operações definidas e não-triviais são relacionadas pela seguinte identidade:
{\displaystyle \underbrace {\left(\sum ^{i}\nabla ^{2}{\vec {F}}_{i}\right)} _{laplaciano\,vectorial}+\underbrace {\left(\nabla \times \nabla \times {\vec {F}}\right)} _{rotor\,do\,rotor}=\underbrace {\left(\nabla \left(\nabla \bullet {\vec {F}}\right)\right)} _{gradiente\,do\,divergente}}

#### Laplaciano
O laplaciano escalar é o divergente do gradiente ou o traço (álgebra linear) da matriz hessiana dum campo escalar.
{\displaystyle \nabla ^{2}f=\nabla \bullet \nabla f=\sum ^{i}D_{i}^{2}f={\mbox{Sp}}\mathbf {H} _{\vec {x}}^{f}}
Onde:
{\displaystyle D_{i}^{2}f=D_{i}\left(D_{i}f\right)={\frac {\partial ^{2}f}{\partial {\vec {x}}_{i}^{2}}}}
O laplaciano de {\displaystyle f} para três dimensões no espaço carteseano {\displaystyle {\vec {x}}=\left\langle x,y,z\right\rangle } é dado pela seguinte soma:
{\displaystyle \nabla ^{2}f={\frac {\partial ^{2}f}{\partial x^{2}}}+{\frac {\partial ^{2}f}{\partial y^{2}}}+{\frac {\partial ^{2}f}{\partial z^{2}}}}

#### Outras combinações
1. {\displaystyle \nabla \cdot (f{\overrightarrow {F}})=(\nabla f)\cdot {\overrightarrow {F}}+f(\nabla \cdot {\overrightarrow {F}})}
2. {\displaystyle \nabla \times (f{\overrightarrow {F}})=(\nabla f)\times {\overrightarrow {F}}+f(\nabla \times {\overrightarrow {F}})}
3. {\displaystyle \nabla \cdot ({\overrightarrow {F}}\times {\overrightarrow {G}})={\overrightarrow {G}}\cdot (\nabla \times {\overrightarrow {F}})-{\overrightarrow {F}}\cdot (\nabla \times {\overrightarrow {G}})}
4. {\displaystyle \nabla ({\overrightarrow {F}}\cdot {\overrightarrow {G}})=({\overrightarrow {G}}\cdot \nabla ){\overrightarrow {F}}+({\overrightarrow {F}}\cdot \nabla ){\overrightarrow {G}}+{\overrightarrow {G}}\times (\nabla \times {\overrightarrow {F}})+{\overrightarrow {F}}\times (\nabla \times {\overrightarrow {G}})}
5. {\displaystyle \nabla \times ({\overrightarrow {F}}\times {\overrightarrow {G}})=({\overrightarrow {G}}\cdot \nabla ){\overrightarrow {F}}-{\overrightarrow {G}}(\nabla \cdot {\overrightarrow {F}})-({\overrightarrow {F}}\cdot \nabla ){\overrightarrow {G}}+{\overrightarrow {F}}(\nabla \cdot {\overrightarrow {G}})}
6. {\displaystyle \nabla \times (\nabla \times {\overrightarrow {F}})=\nabla (\nabla \cdot {\overrightarrow {F}})-\nabla ^{2}{\overrightarrow {F}}} dado que funções {\displaystyle f} e {\displaystyle {\overrightarrow {F}}} têm derivadas parciais de 2.ª ordem contínuas
7. {\displaystyle \nabla \times (\nabla f)={\overrightarrow {0}}} dado que funções {\displaystyle f} e {\displaystyle {\overrightarrow {F}}} têm derivadas parciais de 2.ª ordem contínuas
8. {\displaystyle \nabla \cdot (\nabla \times {\overrightarrow {F}})=0} dado que funções {\displaystyle f} e {\displaystyle {\overrightarrow {F}}} têm derivadas parciais de 2.ª ordem contínuas

### Laplaciano vectorial
Cada componente do laplaciano vectorial representa o laplaciano do componente respectivo do campo vectorial argumento.
{\displaystyle \nabla ^{2}{\vec {F}}=\sum ^{i}\nabla ^{2}{\vec {F}}_{i}\cdot {\hat {e}}_{i}=\sum ^{ij}D_{j}^{2}{\vec {F}}_{i}\cdot {\hat {e}}_{i}=\sum ^{i}{\mbox{Sp}}\mathbf {H} _{\vec {x}}^{{\vec {F}}_{i}}\cdot {\hat {e}}_{i}}
Onde:
{\displaystyle D_{j}^{2}{\vec {F}}_{i}=D_{j}\left(D_{j}{\vec {F}}_{i}\right)={\frac {\partial ^{2}{\vec {F}}_{i}}{\partial {\vec {x}}_{j}^{2}}}}
Portanto o laplaciano vectorial de {\displaystyle {\vec {F}}} para três dimensões no espaço carteseano {\displaystyle {\vec {x}}=\left\langle x,y,z\right\rangle } é:
{\displaystyle {\begin{aligned}\nabla ^{2}{\vec {F}}={\Bigg \langle }&{\frac {\partial ^{2}{\vec {F}}_{x}}{\partial x^{2}}}+{\frac {\partial ^{2}{\vec {F}}_{x}}{\partial y^{2}}}+{\frac {\partial ^{2}{\vec {F}}_{x}}{\partial z^{2}}},\\&{\frac {\partial ^{2}{\vec {F}}_{y}}{\partial x^{2}}}+{\frac {\partial ^{2}{\vec {F}}_{y}}{\partial y^{2}}}+{\frac {\partial ^{2}{\vec {F}}_{y}}{\partial z^{2}}},\\&{\frac {\partial ^{2}{\vec {F}}_{z}}{\partial x^{2}}}+{\frac {\partial ^{2}{\vec {F}}_{z}}{\partial y^{2}}}+{\frac {\partial ^{2}{\vec {F}}_{z}}{\partial z^{2}}}{\Bigg \rangle }\\\end{aligned}}}

## Vector del
Apesar de se tratar dum grave caso de abuso de notação, é muito comum se encontrar a seguinte definição de vector del:
{\displaystyle {\vec {\nabla }}=\sum ^{i}{\frac {{\hat {q}}_{i}}{h_{i}}}\cdot {\frac {\partial }{\partial {\vec {x}}_{i}}}}
…onde {\displaystyle h_{i}} é o módulo do vetor {\displaystyle {\hat {q}}_{i}.}

### Em coordenadas cartesianas
Em coordenadas cartesianas, em que {\displaystyle h_{i}=1} obtém-se: 
{\displaystyle {\overrightarrow {\nabla }}={\hat {i}}{\partial  \over \partial x}+{\hat {j}}{\partial  \over \partial y}+{\hat {k}}{\partial  \over \partial z}.}

### Em coordenadas cilíndricas
Em coordenadas cilíndricas em que {\displaystyle h_{\rho }=h_{z}=1,\ h_{\varphi }=\rho ,} obtém-se:
{\displaystyle {\overrightarrow {\nabla }}={\hat {\rho }}{\frac {\partial }{\partial \rho }}+{\frac {\hat {\varphi }}{\rho }}{\frac {\partial }{\partial \varphi }}+{\hat {z}}{\frac {\partial }{\partial z}}}

### Em coordenadas esféricas
Em coordenadas esféricas, em que {\displaystyle h_{r}=1,\ h_{\theta }=r,\ h_{\varphi }=r{\rm {sen}}\theta ,} obtém-se:
{\displaystyle {\overrightarrow {\nabla }}={\hat {r}}{\frac {\partial }{\partial r}}+{\frac {\hat {\theta }}{r}}{\frac {\partial }{\partial \theta }}+{\frac {\hat {\varphi }}{r\,{\rm {sen}}\,\theta }}{\frac {\partial }{\partial \varphi }}}

### Derivada direcional com o vector del
Com o vector del, a derivada direcional pode ser redefinida como a combinação linear de {\displaystyle {\vec {u}}} com {\displaystyle {\vec {\nabla }}:}
{\displaystyle {\vec {\nabla }}_{\vec {u}}=\sum ^{i}{\vec {u}}_{i}\cdot {\frac {\partial }{\partial {\vec {x}}_{i}}}={\vec {u}}\cdot {\vec {\nabla }}}
Em três dimensões no espaço carteseano {\displaystyle {\vec {x}}=\left\langle x,y,z\right\rangle } temos que:
{\displaystyle {\vec {\nabla }}={\hat {\imath }}\cdot {\frac {\partial }{\partial x}}+{\hat {\jmath }}\cdot {\frac {\partial }{\partial y}}+{\hat {k}}\cdot {\frac {\partial }{\partial z}}=\left\langle {\frac {\partial }{\partial x}},{\frac {\partial }{\partial y}},{\frac {\partial }{\partial z}}\right\rangle }
E:
{\displaystyle {\vec {\nabla }}_{\vec {u}}={\vec {u}}_{x}\cdot {\frac {\partial }{\partial x}}+{\vec {u}}_{y}\cdot {\frac {\partial }{\partial y}}+{\vec {u}}_{z}\cdot {\frac {\partial }{\partial z}}}

### Divergência com o vector del
A divergência passa a ser a combinação linear (não o produto escalar! – veja abaixo) entre o vector del e o campo vectorial em questão:
{\displaystyle {\vec {\nabla }}\cdot {\vec {F}}=\sum ^{i}{\frac {\partial }{\partial {\vec {x}}_{i}}}\,\cdot \,{\vec {F}}_{i}}

### Laplaciano com o vector del
A combinação linear do vector del consigo mesmo forma o operador laplaciano:
{\displaystyle {\vec {\nabla }}^{2}={\vec {\nabla }}\cdot {\vec {\nabla }}}
Em três dimensões no espaço carteseano {\displaystyle {\vec {x}}=\left\langle x,y,z\right\rangle } teriamos que:
{\displaystyle {\vec {\nabla }}^{2}={\frac {\partial ^{2}}{\partial x^{2}}}+{\frac {\partial ^{2}}{\partial y^{2}}}+{\frac {\partial ^{2}}{\partial z^{2}}}}

### Rotacional com o vector del
Daí admitimos outro abuso de notação para definir rotacional:
{\displaystyle {\vec {\nabla }}\times {\vec {F}}=\det {\begin{bmatrix}\mathbf {\hat {e}} &\nabla &{\vec {F}}\end{bmatrix}}=\det {\begin{bmatrix}{\hat {e}}_{x}&{\hat {e}}_{y}&{\hat {e}}_{z}\\{\frac {\partial }{\partial x}}&{\frac {\partial }{\partial y}}&{\frac {\partial }{\partial z}}\\{\vec {F}}_{x}&{\vec {F}}_{y}&{\vec {F}}_{z}\\\end{bmatrix}}}
Nesse caso, de certa forma, temos sim um produto vectorial entre o vector del e o campo vectorial.

### Riscos do abuso de notação
O uso do vector del pode gerar muita confusão – por exemplo, a multiplicação envolvendo vector del e não é comutativa, distributiva nem euclideana; também o vector del não tem magnitude nem direcção. Esses fatores podem induzir iniciantes ao erro.

## Alternativas ao símbolo nabla
O símbolo nabla foi introduzido por William Hamilton e rapidamente assimilado pela comunidade científica. Ainda assim, alguns autores preferem escrever a sigla de cada operador apresentado acima ao invés de usar o nabla:
{\displaystyle \nabla f={\mbox{grad}}f}
{\displaystyle \nabla \!_{\vec {u}}\,f={\vec {u}}\cdot {\mbox{grad}}f}
{\displaystyle \nabla \bullet {\vec {F}}={\mbox{div}}{\vec {F}}}
No caso do rotacional as siglas podem fazer referências aos termos anglófonos como "curl" ou "rotor":
{\displaystyle \nabla \times {\vec {F}}={\mbox{curl}}{\vec {F}}={\mbox{rot}}{\vec {F}}}
Já o laplaciano pode ser representado pela letra grega delta maiúscula em vez do tradicional nabla elevado ao quadrado.
{\displaystyle \nabla ^{2}f={\mbox{div}}{\mbox{grad}}f=\Delta f}
{\displaystyle \nabla ^{2}{\vec {F}}=\mathbf {\Delta {\vec {F}}} }

## Notação de Einstein
Na notação de Einstein substituimos a forma {\displaystyle D_{J}} por {\displaystyle \partial _{J}} e assumimos o vector del {\displaystyle \mathbf {\nabla } =\left[\partial _{J}\right].}
Seja {\displaystyle \varphi } um campo escalar e {\displaystyle \mathbf {F} =\left[f_{J}\right]} um campo vectorial ambos diferenciaveis em função do espaço {\displaystyle \mathbf {X} =\left[x_{J}\right]}
1. {\displaystyle {\mbox{grad}}\,\varphi =\partial _{i}\varphi \cdot {\hat {e}}_{i}}
2. {\displaystyle {\mbox{div}}\,\mathbf {F} =\partial _{i}f_{i}}
3. {\displaystyle {\mbox{curl}}\,\mathbf {F} ={\begin{vmatrix}\mathbf {\hat {e}} &\mathbf {\nabla } &\mathbf {F} \end{vmatrix}}=\varepsilon _{ijk}\,{\hat {e}}_{i}\partial _{j}f_{k}}
4. {\displaystyle \Delta \varphi =\partial \,_{i}^{2}\varphi }
5. {\displaystyle \mathbf {\Delta F} =\Delta f_{i}\cdot {\hat {e}}_{i}}

A derivada direcional fica denotada por:
{\displaystyle \mathbf {u} \cdot {\mbox{grad}}\,\varphi } upgrade